# Arachnanthus lilith
Espèce
Arachnanthus lilith est une espèce de cnidaires de la famille des Arachnactidae.

## Systématique
L'espèce Arachnanthus lilith a été décrite en 2018 par les zoologistes Sérgio N. Stampar (d) et Suraia O. El Didi (d) dans une publication coécrite avec Gustav Paulay (d) et Michael L. Berumen (d).

## Répartition
Arachnanthus lilith est présente en mer Rouge, depuis le golfe d'Aqaba jusqu'aux îles Farasan.

## Description
L'holotype d’Arachnanthus lilith mesure 35 mm de longueur pour un diamètre variant de 3 à 4 mm.

## Étymologie
Son épithète spécifique, lilith, lui a été donné en référence à Lilith, le démon féminin de la tradition juive.

## Publication originale
- (en) Sérgio N. Stampar, Suraia O. El Didi, Gustav Paulay et Michael L. Berumen, « A new species of Arachnanthus from the Red Sea (Cnidaria, Ceriantharia) », ZooKeys, Sofia, Pensoft Publishers (d), vol. 748, no 748,‎ 4 avril 2018, p. 1-10 (ISSN 1313-2989 et 1313-2970, OCLC 248547717, PMID 29674909, PMCID 5904562, DOI 10.3897/ZOOKEYS.748.22914, lire en ligne).